# 鱗魨科
鱗魨科又稱皮剝魨科，是輻鰭魚綱魨形目的其中一科。多屬於海水觀賞魚，商品名為砲彈，英文則是稱做扳机魚，因為魚上方有個像槍枝扳机的角，在珊瑚礁中可以將自己固定在洞穴裡，此外這種魚非常兇悍，應小心遭其咬傷。

## 分布
本科魚類棲息在世界各地的熱帶和亞熱帶海洋中，其中以印度太平洋地區物種最豐富。 大多數發現於相對較淺的沿海棲息地，特別是珊瑚礁。

## 特徵
本科魚體呈橢圓或卵形，體高相當高，側扁，眼高位，口小為端位，雙頷不可伸縮，各有8枚長而密生的門齒狀齒，上頷內側另有一列6枚較小的牙齒。粗糙的皮膚覆有中等大小排列整齊的菱形或各種形狀之稜鱗，各鱗邊緣稍有癒合但能活動，有如甲冑，側線不明，被2個，第一背鰭具2-3枚硬棘，厚大的第一枚硬棘可以鎖定垂直，除非將第二枚較小的硬棘放入後緣的V字形溝槽內，才能第一枚硬棘放倒，故第二枚硬棘之作用有如「板機」，故英文俗名為板機魨(triggerfish)。尾鰭後緣呈圓形或彎月形，體長可達50公分。

## 分類
鱗魨科下分12個屬，如下：

### 鉤鱗魨屬(Balistapus)
- 鉤鱗魨(Balistapus undulatus)：又稱波紋鉤鱗魨。

### 鱗魨屬(Balistes)
- 灰鱗魨(Balistes capriscus)
- 埃氏鱗魨(Balistes ellioti)
- 多鱗鱗魨(Balistes polylepis)
- 藍點鱗魨(Balistes punctatus)
- 姬鱗魨(Balistes vetula)

### 擬鱗魨屬(Balistoides)
- 花斑擬鱗魨(Balistoides conspicillum)：又稱圓斑擬鱗魨。
- 褐擬鱗魨(Balistoides viridescens)：又稱綠擬鱗魨。

### 疣鱗魨屬(Canthidermis)
- 大鱗疣鱗魨(Canthidermis macrolepis)
- 疣鱗魨(Canthidermis maculata)
- 大洋疣鱗魨(Canthidermis sufflamen)
- 卵圓疣鱗魨(Canthidermis rotundatus)
- 威氏鱗魨(Canthidermis willughbeii)

### 角鱗魨屬(Melichthys)
- 印度角鱗魨(Melichthys indicus)
- 黑角鱗魨(Melichthys niger)[3]
- 黑邊角鱗魨(Melichthys vidua)

### 紅牙鱗魨屬(Odonus)
- 紅牙鱗魨(Odonus niger)[4]

### 副鱗魨屬(Pseudobalistes)
- 黃邊副鱗魨(Pseudobalistes flavimarginatus)：又稱黃緣擬板機魨。
- 黑副鱗魨(Pseudobalistes fuscus)：又稱黑擬板機魨。
- 墨西哥灣副鱗魨(Pseudobalistes naufragium)

### 銼鱗魨(吻棘魨)屬(Rhinecanthus)
- 黑柄銼鱗魨(Rhinecanthus abyssus)：又稱黑柄吻棘魨。
- 叉斑銼鱗魨(Rhinecanthus aculeatus)：又稱尖吻棘魨。
- 阿氏銼鱗魨(Rhinecanthus assasi)：又稱阿氏吻棘魨。
- 灰銼鱗魨(Rhinecanthus cinereus)：又稱灰吻棘魨。
- 月銼鱗魨(Rhinecanthus lunula)：又稱月吻棘魨。
- 黑帶銼鱗魨(Rhinecanthus rectangulus)：又稱斜帶吻棘魨。
- 毒銼鱗魨(Rhinecanthus verrucosus)：又稱毒吻棘魨。

### 多棘鱗魨(鼓氣鱗魨)屬(Sufflamen)
- 白尾多棘鱗魨(Sufflamen albicaudatus)：又稱白尾鼓氣鱗魨。
- 項帶多棘鱗魨(Sufflamen bursa)：又稱鼓氣鱗魨。
- 黃鰭多棘鱗魨(Sufflamen chrysopterum)：又稱金鰭鼓氣鱗魨。
- 繮紋多棘鱗魨(Sufflamen fraenatum)：又稱黃紋鼓氣鱗魨。
- 真多棘鱗魨(Sufflamen verres)：又稱真鼓氣鱗魨。

### 黃鱗魨屬(Xanthichthys)
- 黃鱗魨(Xanthichthys auromarginatus)：又稱金邊黃鱗魨。
- 黑帶黃鱗魨(Xanthichthys caeruleolineatus)
- 格林氏黃鱗魨(Xanthichthys greenei)
- 銼黃鱗魨(Xanthichthys lima)
- 線斑黃鱗魨(Xanthichthys lineopunctatus)
- 門圖黃鱗魨(Xanthichthys mento)
- 大西洋黃鱗魨(Xanthichthys ringens)

### 奇鱗魨屬(Xenobalistes)
- 奇鱗魨(Xenobalistes tumidipectoris)

## 生態
本科大部分種類喜歡單獨活動，日行性，屬肉食性，以底棲甲殼類動物、軟體動物、珊瑚蟲、海綿、海膽和其他棘皮動物、小魚等為食，以強而有力的牙齒和雙頷咬碎堅硬的珊瑚和貝類的殼，游泳速度慢，主要以尾鰭向前推進，而以第二背鰭、胸鰭和臀鰭來配合運動方向。當遇到危險或夜間休息時會躲入礁岩洞穴中，以第一背鰭第一枚硬棘和腹鰭腰帶骨撐直卡在洞穴裡，以增加掠食者吞食它們的困難度。